# Luma
Luma es un género de la familia Myrtaceae que incluye dos especies, el arrayán o palo colorado y el chequén o huillipeta.

## Descripción
Son arbustos o árboles de follaje siempreverde y corteza de color naranja. Las hojas son opuestas, ovales, de 1-5 cm de largo y 0.5-3 cm de ancho, enteras, de color verde brillante y despiden un olor penetrante al romperlas. Las flores tienen 2 cm de diámetro con cuatro pétalos y numerosos estambres; el fruto es una baya púrpura o negra de 1 cm de diámetro, que conserva restos de los sépalos en la parte distal, pues se origina de un ovario inferior.

## Usos
Esta especie tiene una dureza y durabilidad muy poderosa, y es utilizada en cercas, hastiles de hachas y otras herramientas de carpintería y agricultura.
También es utilizada en leña.

## Especies
- Luma apiculata
- Luma chequen alcanza los 18 metros de altura en ocasiones.